# Goniurosaurus sengokui
Goniurosaurus sengokui — вид геконоподібних ящірок родини еублефарових (Eublepharidae). Ендемік Японії. Описаний у 2017 році.

## Поширення і екологія
Goniurosaurus sengokui мешкають на островах Токасікідзіма і Акадзіма в групі Окінавських островів в архіпелазі Рюкю. Вони живуть в субтропічних лісах, серед вапнякових скель.